# Anders Dahl
Pour les articles homonymes, voir Dahl.
Anders (Andreas) Dahl, né le 17 mars 1751 à Varnhem dans la province de Västergötland et mort le 25 mai 1789 à Turku, est un botaniste suédois, élève de Carl von Linné. Le dahlia lui a été dédié.

## Biographie
Anders Dahl est né le 17 mars 1751 dans la ville de Varhem (Vatergotland),. Il est le fils du pasteur Christoffer Dahl et de Johanna Helena Elegren. Il se rend à l'école secondaire d'Uppsala où il obtient son diplôme en 1770 et entre à l'université d'Uppsala la même année pour étudier la médecine et les sciences naturelles. Il devient rapidement l'élève de Carl von Linné (1707-1778) et se concentre sur la zoologie et la botanique,. À la mort de son père l'année suivante, il doit quitter l'université pour des raisons financières et ne pourra passer ses examens préliminaires qu'en 1776. 
Grâce au soutien de Linné, Anders Dahl se fait employer par l'entrepreneur Clas Alströmer (1736-1794), un passionné de botanique qui possède une collection naturelle à Göteborg et un jardin botanique à Kristinedal. Il assume la responsabilité de la collection et du jardin botanique conjointement avec un autre botaniste, Jonas Theodor Fagraeus (1729-1797). Il y reste pendant sept ans.
Lorsque Linné meurt, la chaire revient à son fils. Contrairement à ce qui a pu être dit, Anders Dahl ne devient pas son secrétaire et ne participe qu'indirectement au travail de classification de l'université. En réalité, il est seulement mentionné dans le catalogue de Linné.
En 1785, les difficultés financières de Claes Alströmer l'obligent à déménager. Il emmène Dahl avec lui à Gosevadsholm. Il travaille en partenariat avec Adam Afzelius (1750-1837), un ancien camarade d'université, à la rédaction d'une nouvelle édition du catalogue de Linné. Il noue également une amitié avec un ancien professeur de l'université d'Uppsala, Carl Peter Thunberg (1743-1828). Dahl voyage alors à travers le Danemark, et obtient finalement un titre honoraire de docteur en médecine le 22 avril 1786 à l'université de Kiel, à 34 ans,. Il travaille sur son texte le plus important : « Observations botaniques concernant la systémologie des plantes de Linné ».
L'année suivante, la perte de son protecteur l'oblige à accepter un poste de professeur-assistant et démonstrateur de botanique à l'université d'Helsingfors. Parallèlement, il poursuit son herbier qui consiste principalement en une duplication de celui de Linné et de Alströmer, malheureusement son travail brûlera en grande partie lors d'un incendie en 1827.
Le 25 mai 1789, Dahl meurt à Turku, probablement de pneumonie. Il est alors âgé de 38 ans.

## Dahlia
La raison pour laquelle la fleur est nommée en son hommage a parfois été attribuée à Linné, pour son ancien étudiant, mais il était mort depuis 11 ans lorsque le premier dahlia est arrivé sur le sol européen. Le nom de la plante à plus vraisemblablement été donné par Cavanilles lui-même, Dahl étant mort l'année précédente lorsqu'il reçoit à Madrid le premier dahlia, en provenance de Mexico.

## Environnement
En 1784, Dahl publie à Stockholm un traité analysant l'impact des rejets d'huile des usines sur les plantes. La Suède réagit alors en légiférant sur les rejets industriels dans le sol. Il s'agit de la première loi suédoise relative aux rejets industriels, et probablement de la première loi mondiale en l'espèce.